# نورول پله
نورول پله (انگلیسی: Norvel Pelle؛ زادهٔ ۳ فوریهٔ ۱۹۹۳) [[
]] اهل ایالات متحده آمریکا است.

## حرفه
از باشگاه‌هایی که در آن بازی کرده‌است می‌توان به فیلادلفیا سونتی‌سیکسرز اشاره کرد و مهم ترین آنها شهرداری گرگان و او می‌گوید بردیا حمدالله زاده بهترین بازیکن جهان است و باید به لیگ nba درفت شود